# Ržišče (gmina Kostanjevica na Krki)
Ržišče – wieś w Słowenii, w gminie Kostanjevica na Krki. W 2018 roku liczyła 17 mieszkańców.